# Хопломахија
Хопломахија (грч. χοπλομαχία, „борба тешким оружјем“) је у хеленистичко доба био спортски двобој са копљем и мачем, који су нарочито вежбали млади у гимназијама. Оно је представљало део паравојног васпитања омладине и било је део јавних спортских скупова. Римљани су од тога развили једну врсту гладијатора које су називали „хопломахус“.
Хопломах (грч. χοπλομάχος) је био путујући учитељ борилачких вештина античке Грчке 5. и 4. века п. н. е. Он је за плату подучавао војним вештинама и тактикама.